# فستوكة قصبية
الفستوكة القصبية (باللاتينية: Festuca arundinacea) نوع نباتي يتبع جنس الفستوكة من الفصيلة النجيلية. ويعد من محاصيل العلف المهمة، خصوصاً بعد التغلب على مشكلة النابوت الداخلي.

## البيئة والانتشار
موطنه الأصلي أوروبا وهو منتشر بكثرة في المملكة المتحدة. أدخل إلى الولايات المتحدة في أواخر القرن التاسع عشر.

## الوصف النباتي
النبات معمر من نمط ك3 وجودة التبن المنتج منه أقل من بعض أنواع العلف الرئيسية الأخرى.

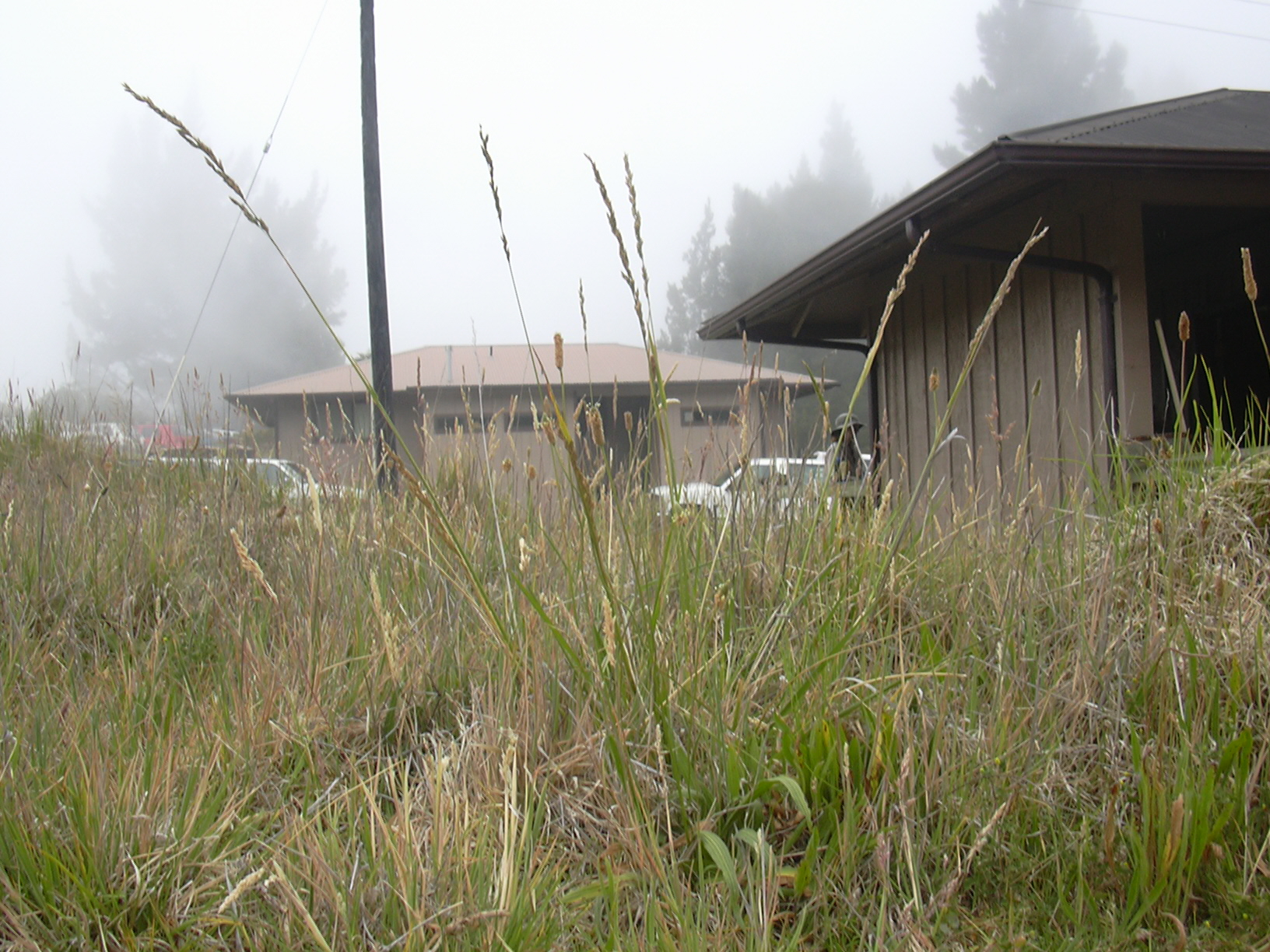
نبات الفستوكة القصبية

سنبلة الفستوكة القصبية